# Амосов, Александр Александрович
Алекса́ндр Алекса́ндрович Амо́сов (10 сентября 1948, село Черевково, Архангельская область — 15 апреля 1996, Санкт-Петербург) — российский учёный-историк, археограф. Доктор исторических наук (1991), ведущий научный сотрудник Отдела редкой и рукописной книги Библиотеки РАН, член Археографической комиссии РАН. Исследователь Лицевого летописного свода XVI века. Участник 23 археографических экспедиций.

## Биография
В 1971 году окончил Московский государственный историко-архивный институт. Продолжив обучение, окончил аспирантуру Ленинградского отделения института истории (ЛОИИ) АН СССР.
С 1971 года — научный сотрудник Отдела редкой и рукописной книги Библиотеки Академии наук (БАН). С 1988 года — ведущий научный сотрудник Отдела.
1975 — кандидат исторических наук.
1991 — доктор исторических наук. Диссертация «Лицевой летописный свод Ивана Грозного: Комплексное кодикологическое исследование» стала итогом его многолетних плодотворных исследований этого уникального памятника русской средневековой культуры.
Работая в Отделе, А. А. Амосов готовил описания и издания рукописей, руководил многими археографическими экспедициями.
Основная тематика исследований: книжность и архивы Древней Руси. Он также автор трудов по палеографии, филигранологии, истории собраний рукописей и старопечатных книг.
15 апреля 1996 года скоропостижно скончался от сердечного приступа на 48-м году жизни.